# Aja (attrice pornografica)
Aja (Westbrook, 14 luglio 1963 – Messico, 18 settembre 2006) è stata un'attrice pornografica statunitense.

## Riconoscimenti
AVN Awards
- 1989 - Best New Starlet[3]
- 1989 - Best Group Sex Scene per Ghostess with the Mostess con Dana Lynn, Lisa Bright, Blake Palmer e Joey Silvera[4]

XRCO Award
- 1989 - Starlet of the Year[5]